# Magomed Osmanowitsch Albogatschijew

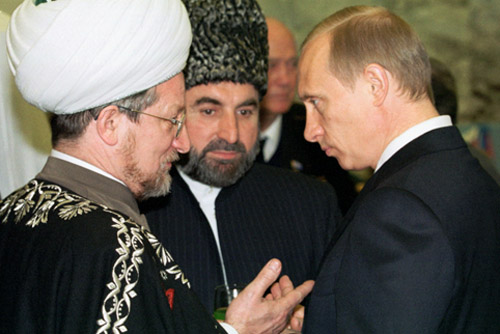
Empfang im Kreml, Moskau, am 9. Mai 2002, anlässlich des 57. Jahrestages des Sieges im Großen Vaterländischen Krieg: Wladimir Putin mit dem Mufti der Republik Inguschetien, dem Vorsitzenden des Koordinationszentrums des Muslime des Nordkaukasus Magomed-Haddschi Albogatschijew (Mitte) und dem Vorsitzenden der Zentralen Geistlichen Verwaltung der Muslime Russlands und der europäischen Länder der GUS Mufti Talgat Tadschuddin

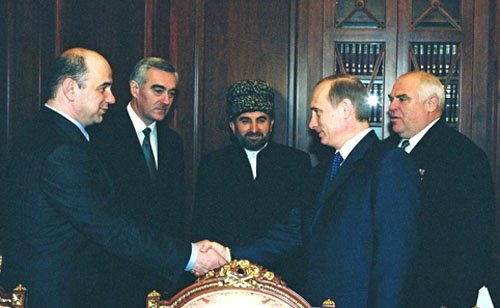
(von links nach rechts) Der Generalinspektor der Republik Inguschetien Mussa Keligow, der Stellvertreter des Statthalters (russ. Polpred) des russischen Präsidenten im Föderationskreis Südrussland Murat Sjasikow, der Präsident des Rates der Muftis des Nordkaukasus Magomed Albogatschijew, Russlands Präsident Wladimir Putin und der russische Präsidialvertretrer im Südlichen Föderationskreis Wiktor Kasanzew vor dem Treffen zur sozioökonomischen Entwicklung in Inguschetien (22. Februar 2002)

Magomed Osmanowitsch Albogatschijew (russisch Магомед Османович Албогачиев, wiss. Transliteration Magomed Osmanovič Albogačiev; geb. 28. Juni 1957 in Alma-Ata, Kasachische SSR) ist ein inguschetischer Mufti und der ehemalige Vorsitzende der Geistlichen Verwaltung der Muslime der Republik Inguschetien (Духовного управления мусульман Республики Ингушетия) und damit der Mufti von Inguschetien. Er war der Vorsitzende der Koordinationsstelle der Muslime des Nordkaukasus (Координационного центра мусульман Северного Кавказа).
Nachdem er nach abgeschlossener Ausbildung zunächst in verschiedenen Unternehmen tätig gewesen war, kam er erst relativ spät zu den islamischen Wissenschaften. Nach der Gründung der Republik Inguschetien in der Russischen Föderation wurde er im Dezember 1992 Mufti von Inguschetien. Nach der Gründung des Koordinationszentrums der Muslime des Nordkaukasus (KZMSU) im August 1998, übernahm er zunächst den Vorsitz des Zentrums, später räumte er den Posten und wurde dessen stellvertretender Vorsitzenden. Er ist verheiratet und hat sieben Kinder.
Er ist der stellvertretende Vorsitzende des Koordinationszentrums der Muslime des Nordkaukasus.